# Pelargonium multiradiatum
Pelargonium multiradiatum är en näveväxtart som beskrevs av Wendl.. Pelargonium multiradiatum ingår i släktet pelargoner, och familjen näveväxter. Inga underarter finns listade i Catalogue of Life.